# Krokowa (village)
Pour les articles homonymes, voir Krokowa.
Krokowa est un village polonais de la voïvodie de Poméranie et du powiat de Puck. Il est le siège de la gmina de Krokowa et compte 719 habitants en 2021. 